# 鬼門
鬼門（きもん）とは、北東（艮＝うしとら：丑と寅の間）の方位・方角のこと。日本では古来より鬼の出入り方角であるとして忌むべき方角とされる。

## 概説
鬼門とは反対の南西（坤・未申）の方角を裏鬼門（うらきもん）と言い、この方角も鬼門同様、忌み嫌われる。北東（艮）を「鬼門」、南東（巽）を「風門・地門」、南西の裏鬼門を（人門・病門）、北西を（天門）とし、それぞれの四隅の方位・方角の陰陽道上の門の名である。『今昔物語集』にて陰陽師の弓削是雄が伴宿禰世継の自宅の艮の方向に暗殺者がいる事を予言した話などに艮を凶運と捉える観念がみられる。台湾では鬼門は「この世とあの世をつなぐ」とされ旧暦7月（鬼月）に鬼門が開くといわれる。

## 鬼門を恐れた理由
「鬼門」という言葉は、後漢の時代、王充『論衡（ろんこう）』訂鬼篇にひく「山海経」に見られる。
中国では年末年始は一年の変わり目の時期であり、冬から春に転じる時で変化が大きく、疫鬼（えきき）が民に病や災禍をもたらすとされた。そこで疫鬼を駆逐し、古い年を送り、新たな年、春の陽気、吉福を内に迎えた（「後漢書」礼儀志中に記載）。この歳事が日本に伝播し、次第に正月から立春前の節分の行事となったが、元々は旧暦の年越しの頃に厄払いとして行われた行事である。
一方、中国で古代から使われている十二支や式盤では、季節と方位は連関している。つまり、一年の境界である大晦日は丑寅間にあたり、丑寅間は東北の方角にあたる。鬼が出現する大晦日＝丑寅間＝東北＝鬼の出現する門、鬼門となった。
東北鬼門の考え方は中国から伝播したものの、日本独自に発展している。陰陽道が日本に伝わり日本の神仏習合思想 と深く関わりをもつことで、日本独自の家相の発展とともに鬼門の観念も発展してきた。
陰陽道の最盛期といわれる平安時代中期頃から、病気や疾病、地震、火災、天災など、そのすべてを神の祟りが起こすものと考えられ、祟りを起こす神の存在を鬼に例えて恐れたことが大きな理由とされる。鎌倉時代前期に著された「陰陽道旧記抄」に「竈、門、井、厠、者家神也云々」とあり、竈、門、井戸、厠など、病気に直結する場所を神格化させ、諸々の宅神から祟りをうけぬよう祭祀を行っていた歴史があり、鬼の門と名の付く北東方位を他の方位方角より恐れる方位になった。

## 鬼門の捉え方（権力者）
時の統制者は、京内を結界（聖と俗を分離）し、人々が暮らす京内に災い事が起きないよう四角四境の祭祀を行っていた。代表的なものに、京城四隅疫神祭（都）、宮城四隅疫神祭（内裏）があり、四方を平等に崇めていた 歴史がある。現在でも地鎮祭で四方を囲み結界をつくり、その土地に災いが起きぬよう祭礼を行う地鎮祭が引き継がれており、同じく四方を平等に崇めている。また、歴代天皇は、正月元旦、早朝から四方を拝され、年災消滅、五穀豊穣を祈る四方拝といわれる祭祀を行っていて、それは寛平二年（890）から現在の天皇まで1100年以上続いている。
鎌倉時代初期の僧慈円は、比叡山が、都の丑寅の方角にある鬼の門を塞いでいると和歌に詠んだ。
武家の世界では多くの城で鬼門方位に厠をつくることが常道とされていた。安土城、福知山城、岡山城、姫路城などは裏鬼門に厠が配されていたとされ、鬼神の災いを恐れず覚悟を持った武将の気構えと捉えることができる、と論じている。
江戸中期の学者新井白石は『鬼門説』を著し、当時一般的になっていた鬼門の観念について、その起源などの考察をおこなった。

## 鬼門の捉え方（庶民）
十二支で鬼門（丑寅）とは反対の方角が未申であることから、猿の像を鬼門避けとして祀ったり、京都御所の北東角の軒下に木彫りの猿が鎮座し、築地塀がそこだけ凹んでおり、「猿ヶ辻」と称されてきた。
京都御所の築地塀が鬼門、北東方位を凹ませてつくられていることから、「御所が鬼門を避けている」「除けている」と考えられ、それが鬼門を除ける手法とされてきた。
東京芸術大学、東京工業大学名誉教授 清家清の著書　「現代の家相」には、「家相の教え通りに凹ませている」と書かれている。現代でも人々は縁起を担ぎ、家の北東、鬼門の方角に魔よけの意味をもつ、ヒイラギやナンテン、オモトを植えたり、鬼門や裏鬼門（南西）から水回りや玄関を避けて家作りをする場合がある。京都のNPO法人が2015年、京都市内中心部だけで、ビルや店舗、一般住宅など、約1100か所に鬼門除けがあるという調査がなされ、四角く囲って玉砂利を敷いたり、ヒイラギ、南天を植えている調査結果が発表されている。

京都御所の築地塀　北東角の部分

京都御所の内部には鬼の間が存在している。鬼の間とは、京都御所において仁寿殿の西、後涼殿の東にある清涼殿の南西隅の部屋であり、すなわち裏鬼門の位置にある。飛鳥部常則が康保元年（964年）に鬼を退治する白沢王像を描いたとされている。順徳天皇が著した『禁秘抄』にこれに関する記述がある。壁に描かれていた王は、一人で剣をあげて鬼を追う勇姿であり、それを白沢王といい、古代インド波羅奈国（はらなこく）の王であり、鬼を捕らえた剛勇の武将であると言う説がある。 現在の建物（鬼の間）に、白澤王の絵は描かれていない。なお、江戸中期の随筆「夏山雑談」には、白沢王は李将軍、「白澤王」としても記されている。京都御所、天皇家が鬼の災い、神の祟り（自然災害、火災、疫病の蔓延）を恐れて、築地塀を凹ませていた、という解釈より、庶民に災いごとがふりかからないように、皇室が一手に凹みで受けとめて、御所内部の清涼殿、鬼の間に導いて鬼を切り倒し、世の安泰を願っていた、そう解釈したほうが自然であると、家相を研究する小池康寿は著書で論じる。現代でも皇居の間取りは公開されておらず、外から見ただけの塀の凹みだけを受けて鬼門除けに繋がったと考えた方が理に適うとしている。猿ヶ辻に関しても前述とは別に御所を守護する日吉神社の神の使いが猿だったことから、「猿ヶ辻」と呼ばれる記述もある。昭和43年、皇居東御苑が一般公開されたが、京都御所はGHQの管理下でありながら、昭和21年11月に一般公開されたが、現在でも鬼の間は一般公開されていない。

## 鬼門の否定
明治維新・近代化によって鬼門は迷信とされるようになり、大正時代には京大総長・中国古代史研究者 新城新蔵が『迷信』を出版し、鬼門・方位・暦を一刀両断し、鬼門は「単なるこけおどし」と批判した。一方で民衆間の信仰は続いた。井上円了によると、大正時代でも長野県の村では「学校の土地が鬼門に触れている」という理由で村会で議論になったといい、井上はそれを批判している。
文部省は内務省とともに淫祠邪教による迷信を取り締まる立場であった。1936年（昭和11年）、松田源治、川崎卓吉と歴代文部大臣経験者が急逝した直後に、鬼門の位置に造ったばかりの大臣専用便所を取り壊した。大阪毎日新聞は、迷信を取り締まる立場の者が、とんでもない行為を行っているとして文部省を批判した。
風水師 リリアン・トゥーは鬼門である北東方位を「地獄の門」とすることに疑問があるとしている。

## 鬼門をなくす祭祀　出雲屋敷地鎮祭
本来は出雲の氏子のみを対象に行っていた祭祀。現在では、他県から訪れるものも、神殿において、地鎮祭の式典が行われ、新築や増築工事に対する地鎮祭が行われる。その地鎮祭を出雲屋敷地鎮祭という。式典後、土地に鎮める「御土」「鎮め物」、また中央、四方、五カ所の柱に貼る御札を頂き、それを五柱御札という。土地や建物の穢れをなくし、鬼門という考え方もいっさいなくなる祭祀となる。※神語三唱や御神土埋納、四拍手など特殊性がある。出雲屋敷後、年々多少の初穂を献納する出雲年貢を行う地域がある。

## 鬼門と寺院との関係
平城京では鬼門の方向に東大寺（創建年8世紀前半）が、裏鬼門の方向に植槻八幡宮が、平安京では大内裏から鬼門の方向に比叡山延暦寺が、裏鬼門の方向に石清水八幡宮が、鎌倉では幕府から鬼門の方向に荏柄天神社が、裏鬼門の方角に夷堂が、江戸では江戸城から鬼門の方向に東叡山寛永寺が、裏鬼門の方向に三縁山広度院増上寺が置かれたといわれている。また平安京の表鬼門の方向には吉田神社があり、これとは別に赤山禅院は表鬼門で信仰を集めた。
神仏習合が大きく影響しており、伊勢神宮の丑寅（北東）に位置する金剛證寺（こんごうしょうじ）創建年（伝）6世紀　が「伊勢神宮の鬼門を守る寺」として伊勢信仰と結びつき、「伊勢へ参らば朝熊をかけよ、朝熊かけねば片参り」とされ、伊勢・志摩最大の寺となった。虚空蔵菩薩の眷属、雨宝童子が祀られており、当時は天照大御神の化現と考えられたため、伊勢皇大神宮の奥の院とされた。それらから、仏事に用いられる樒（しきみ）ではなく、神事に使われる榊（さかき）が供えられる、全国でも珍しい寺である。しかし、伊勢神宮を代表するようにすべて神仏習合時代に後付けで言われた、つくられたものである。

## 俗語の「鬼門」
以上のように、鬼門は本来呪術的な意味を持つ言葉であるが、転じて「よくない結果が起こりやすい事柄」に対してこの言葉が用いられるようになっていった（例）。
方角に限らず、場所、時間帯や特定の教科などを指すこともあったり、放送業界（テレビ・ラジオ）でも打ち切りが複数の番組で連続して続く放送枠に対して用いられていたりする為、その用途は幅広い。ミュージシャンの大瀧詠一は生前、アルバムの発売日を誕生日に据えるとコンセプト変更で製作延長等発売延期になる為に誕生日を鬼門としていた。